# Pčinja (district)
Pour les articles homonymes, voir Pčinja.
Le district de Pčinja (en serbe cyrillique : Пчињски округ ; en serbe latin : Pčinjski okrug) est une subdivision administrative de la république de Serbie. Au recensement de 2011, il comptait officiellement 158 717 habitants. Le centre administratif du district de Pčinja est la ville de Vranje.
Le district est situé au sud de la Serbie aux frontières de la Bulgarie et de la république de Macédoine.

## Fiabilité du recensement de 2011
En septembre 2011, l'assemblée des députés albanais de Preševo, Bujanovac et Medveđa ont incité les Albanais de Serbie à boycotter le recensement ; cette consigne a affecté les municipalités Preševo et Bujanovac et, partiellement, la municipalité de Medveđa ; de ce fait, la population du district de Pčinja pourrait compter entre 60 000 et 100 000 habitants supplémentaires[réf. nécessaire].

## Municipalités du district de Pčinja
| Nom          | Superficie (en km²) | Population 2002 | Population 2011 | Statut       |
| ------------ | ------------------- | --------------- | --------------- | ------------ |
| Vranje       | 860                 | 87 288          | 82 782          | Ville        |
| Bosilegrad   | 571                 | 9 931           | 7 979           | Municipalité |
| Bujanovac    | 461                 | 43 302          | 18 542          | Municipalité |
| Vladičin Han | 366                 | 23 703          | 20 938          | Municipalité |
| Preševo      | 264                 | 34 904          | 3 066           | Municipalité |
| Surdulica    | 628                 | 22 190          | 20 265          | Municipalité |
| Trgovište    | 370                 | 6 372           | 5 145           | Municipalité |
| Total        | 3 520               | 227 690         | 158 717         |              |